# Qiyan

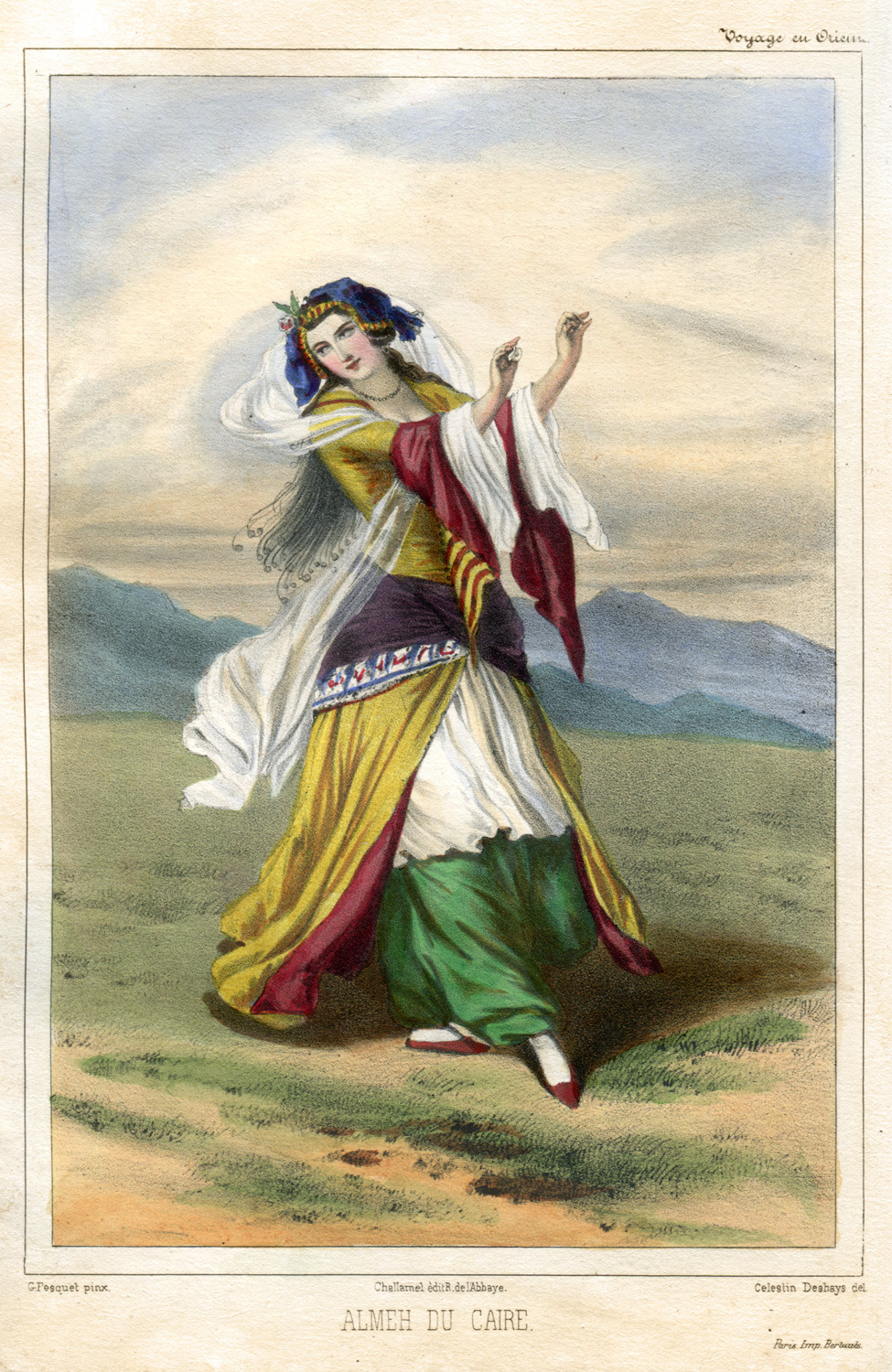
Almeh du Caire. Dessin de Frédéric Goupil.

Les qiyān (en arabe : قِيان  , en arabe : [qi'jæːn] ; singulier qayna (en arabe : قَينة  , en arabe : ['qɑjnæh]) sont une classe sociale de femmes formées pour être des artistes, qui existait dans le monde islamique pré-moderne. Le terme a été utilisé à la fois pour les femmes non libres et libres, dont certaines provenaient de la noblesse. 
Historiquement, les qiyan ont prospéré sous le califat islamique des Omeyyades, des Abbassides et à Al-Andalus. 

## Terminologie
Qiyān est souvent traduit par « filles qui chantent » ou « filles esclaves qui chantent », mais ces traductions ne reflètent pas le fait que les qiyān peuvent avoir n'importe quel âge et sont des artistes qualifiées dont la formation s'étend, au-delà du chant, à la danse, la composition de musique et de poésie, à la narration de récits historiques ou littéraires (akhbar), à la calligraphie ou au théâtre d'ombres. D'autres traductions parlent de courtisanes, de « concubines musicales », ou simplement de « femmes musiciennes ». 
Dans certaines sources, les qiyān constituent un sous-ensemble des jawāri ou jarya (« femmes esclaves », جَوار ; s. jāriya, جارِية ), et souvent plus spécifiquement un sous-ensemble de imā' ('filles esclaves', اِماء ; s. ama, اَمة ). Les qiyān sont donc parfois appelés imā' shawā'ir (« poètes esclaves », اِماء شَوَاعِر) ou mughanniyāt (« chanteuses », مُغَنِّيات ; s. mughanniyyah, مغنية).  D'autres sources indiquent que les femmes libres qui étaient des musiciennes qualifiées pourraient également être appelées qiyan.
Le terme provient d'une forme féminine de qayn pré-islamique (قين), dont le sens était « forgeron, artisan ». Le sens de qayn s'est étendu pour inclure les travailleurs manuels en général, puis s'est concentré plus spécifiquement sur les personnes rémunérées pour leur travail, puis plus spécifiquement à nouveau « à toute personne engagée dans une performance artistique contre rémunération ». De là, sa forme féminine en est venue à avoir le sens discuté dans cet article. 

## Caractéristiques et histoire
Comme d'autres esclaves dans le monde islamique, les qiyān étaient légalement disponibles sexuellement pour leurs propriétaires. Elles étaient souvent associées dans la littérature au libertinage, et la sexualité était une partie importante de leur attrait, mais elles ne semblent pas avoir été des prostituées.
Cependant, il y avait aussi des qiyans qui se produisaient pour le public dans des maisons communes, et ces maisons étaient dans certains cas souvent des bordels.
On ne sait pas quand l'institution du qiyān a émergé, mais le qiyān a certainement prospéré pendant la période abbasside,. Selon Matthew S. Gordon, « il n'est pas encore clair dans quelle mesure les courtisanes ont honoré les tribunaux régionaux et les foyers d'élite à d'autres moments de l'histoire islamique ». Ibrahim al-Mawsili (742-804) affirme que son père avait été le premier à former de belles filles à la peau claire comme qiyān, augmentant leur prix, alors qu'auparavant, le qiyān avait été choisi parmi les filles considérées comme moins belles, et avec une peau plus foncée - mais il n'est pas certain que ces affirmations soient exactes. Un phénomène social qui a succédé au qiyan est l'almée égyptienne, c'est-à-dire des courtisanes ou animatrices dans l’Égypte arabe, éduquées pour chanter et réciter de la poésie classique et pour parler avec humour.
En raison de leur importance sociale, les qiyān constituent l'une des sections les plus riches de la société féminine islamique pré-moderne, en particulier en ce qui concerne les esclaves féminines, ce qui les rend importantes pour l'histoire de l'esclavage dans le monde musulman. De plus, une proportion importante des poétesses arabes médiévales dont l'œuvre survit aujourd'hui était qiyān. Pour quelques qiyān, il est possible de donner une biographie assez complète. Les sources médiévales importantes de qiyān comprennent un traité d'al-Jahiz (776-868/869), le Kitab al-Muwashsha d'al-Washsha (Le livre broché) et des anecdotes incluses dans des sources telles que le Kitab al-Aghani (Livre des Chansons) et al-Ima al-shawa'ir (Les poétesses esclaves) par al-Isfahani (897-967), Nisa al-khulafa (Les épouses des califes) par Ibn al-Sa'i, et al-Mustazraf min akhbar al-jawari (Anecdotes choisies des Concubines) par al-Suyuti (c. 1445-1505). Beaucoup de ces sources relatent la répartie des qiyān les plus éminentes, bien qu'il y ait des indices que le qiyān dans les ménages moins riches était utilisé par leurs propriétaires pour attirer des cadeaux.  À l'époque abbasside, les qiyān étaient souvent instruites dans les villes de Bassora, Taëf et Médine. 
Il a été suggéré que « les geishas du Japon sont peut-être la forme la plus comparable de compagnie et de divertissement féminins socialement institutionnalisés pour les clients masculins, bien que, bien sûr, les différences soient également innombrables »,.

## Al-Andalus
Il semble que pendant le premier siècle environ de la culture arabe en Al-Andalus, les qiyān ont été amenées à l'ouest après avoir été formées à Médine ou à Bagdad, ou ont été formées par des artistes de l'est. Il semble qu'au XIe siècle, avec l'effondrement du califat de Cordoue, les qiyān ont eu tendance à être formées à Cordoue plutôt qu'importées après formation. Au XIVe siècle, il semble que si l'on trouvait encore des chanteuses, il n'y avait plus d'esclaves à Al-Andalus.

## Déclin
L'institution du qiyan déclina avec le déclin du califat abbasside. La fracture initiale des Abbassides n'a pas eu d'impact immédiat. Mais l'instabilité politique a conduit à une mauvaise gestion budgétaire. Alors que la nouvelle classe de soldats turcs a exigé un meilleur salaire, la trésorerie a été vidée. L'austérité signifiait que les activités artistiques ne pouvaient plus prospérer comme avant. De plus, les soldats extorquaient de l'argent à des citoyens perçus comme riches. Cela rendait les comportements ostentatoires risqués.

## Qiyāncélèbres
- Atika bint Shuhda ( عاتكة بنت شُهدة )
- 'Inān ( عِنان , morte en 841)
- Djamila ( جميلة , morte en 720)
- Dananir al Barmakiyya ( دنانير البرمكية , morte vers 810)
- Ulayya bint al-Mahdi, fille du calife Al-Mahdi (morte en 825)
- Arib al-Ma'muniyya ( عَرِيب المأمونية , 797-890)
- Shariyah ( شارِية , c.815-70)
- Faḍl al-Shāʻirah ( فضل الشاعرة , morte en 871)